# 東経106度線
東経106度線（とうけい106どせん）は、本初子午線面から東へ106度の角度を成す経線である。北極点から北極海、アジア、インド洋、南極海、南極大陸を通過して南極点までを結ぶ。東経106度線は西経74度線と共に大円を形成する。

## 通過する国・地点
東経106度線は、北極点から南極点まで南に向かって以下の場所を通っている。
| 地理座標                                               | 国土・領土・領海 | 備考 |
| ------------------------------------------------------ | ---------------- | --- |
| 北緯90度0分 東経106度0分 / 北緯90.000度 東経106.000度  | 北極海           | |
| 北緯79度58分 東経106度0分 / 北緯79.967度 東経106.000度 | ラプテフ海       | コムソモールスカヤプラウダ諸島（英語版）（セヴェルナヤ・ゼムリャ諸島、 ロシア）のちょうど西を通過。                                                                        |
| 北緯77度26分 東経106度0分 / 北緯77.433度 東経106.000度 | ロシア           | |
| 北緯77度18分 東経106度0分 / 北緯77.300度 東経106.000度 | ラプテフ海       | |
| 北緯77度0分 東経106度0分 / 北緯77.000度 東経106.000度  | ロシア           | バイカル湖を通過。 |
| 北緯50度24分 東経106度0分 / 北緯50.400度 東経106.000度 | モンゴル         | |
| 北緯42度1分 東経106度0分 / 北緯42.017度 東経106.000度  | 中華人民共和国   | 内モンゴル自治区 寧夏回族自治区 甘粛省 - 約5km 寧夏回族自治区 - 約4km 甘粛省 陝西省 四川省 重慶市 四川省 貴州省 四川省 貴州省 広西チワン族自治区 雲南省 広西チワン族自治区 |
| 北緯22度56分 東経106度0分 / 北緯22.933度 東経106.000度 | ベトナム         | |
| 北緯19度58分 東経106度0分 / 北緯19.967度 東経106.000度 | 南シナ海         | トンキン湾 |
| 北緯18度23分 東経106度0分 / 北緯18.383度 東経106.000度 | ベトナム         | |
| 北緯17度28分 東経106度0分 / 北緯17.467度 東経106.000度 | ラオス           | |
| 北緯13度56分 東経106度0分 / 北緯13.933度 東経106.000度 | カンボジア       | |
| 北緯11度42分 東経106度0分 / 北緯11.700度 東経106.000度 | ベトナム         | |
| 北緯11度11分 東経106度0分 / 北緯11.183度 東経106.000度 | カンボジア       | |
| 北緯10度52分 東経106度0分 / 北緯10.867度 東経106.000度 | ベトナム         | |
| 北緯9度18分 東経106度0分 / 北緯9.300度 東経106.000度   | 南シナ海         | アナンバス諸島（ インドネシア）を通過。 |
| 南緯1度35分 東経106度0分 / 南緯1.583度 東経106.000度   | インドネシア     | バンカ島及びスマトラ島 |
| 南緯3度18分 東経106度0分 / 南緯3.300度 東経106.000度   | ジャワ海         | |
| 南緯5度54分 東経106度0分 / 南緯5.900度 東経106.000度   | インドネシア     | ジャワ島 |
| 南緯6度49分 東経106度0分 / 南緯6.817度 東経106.000度   | インド洋         | クリスマス島のちょうど東を通過。 |
| 南緯60度0分 東経106度0分 / 南緯60.000度 東経106.000度  | 南極海           | |
| 南緯66度14分 東経106度0分 / 南緯66.233度 東経106.000度 | 南極大陸         | オーストラリア南極領土 - オーストラリアが領有権主張 |